# Envenomed
Envenomed är det amerikanska death metal-bandet Malevolent Creations sjunde fullängdsalbum,  utgivet den 17 oktober, 2000 av Arctic Music Group och Pavement Records.
Återutgåvan från 2002, som har namnet Envenomed II, innehåller 3 stycken bonusspår. Kyle Symons stod för bakgrundssången på låten "Kill Zone" och extrasång på "Pursuit Revised". 
Gus Rios stod för trummorna på låten "Conflict". Jeremy Staska stod för inspelningen.

## Låtförteckning
1. "Homicidal Rant" – 3:28
2. "Night of the Long Knives" – 3:07
3. "Kill Zone" – 3:54
4. "Halved" – 4:07
5. "Serial Dementia" – 3:11
6. "Bloodline Severed" – 5:11
7. "Pursuit Revised" – 4:11
8. "Conflict" – 3:35
9. "Viral Release" – 3:41
10. "The Deviant's March" – 2:59
11. "Envenomed" – 4:19

Bonusspår på Envenomed II
1. "Perish in Flames" (Dark Angel-cover) – 4:59
2. "Epileptic Seizure" (återinspelning) – 2:46
3. "Confirmed Kill" – (återinspelning) – 1:54

## Medverkande
Musiker (Malevolent Creation-medlemmar)
- Brett Hoffman – sång
- Phil Fasciana – gitarr
- Rob Barrett – gitarr
- Gordon Simms – basgitarr
- Dave Culross – trummor

Bidragande musiker
- Gus Rios – trummor (på "Conflict")
- Kyle Symons – extra sång, bakgrundssång (på "Kill Zone" och "Pursuit Revised")

Produktion
- Jeremy Staska – ljudtekniker, ljudmix, mastering
- Jorge Lopez – assisterande ljudtekniker
- Travis Smith – omslagskonst